# 40-й егерский полк
40-й егерский полк

## Места дислокации
В 1820 году переведён из Никополя в Бобруйск. Полк входил в состав 20-й пехотной дивизии.

## Формирование полка
29 августа 1805 — из батальона Куринского мушкетёрского полка  и рекрут сформирован Одесский мушкетёрский полк.
19 октября 1810 — переформирован в 40-й егерский полк.
21 марта 1834 — по упразднении номерных егерских полков 1-й и 2-й батальоны были присоединены к Куринскому пехотному полку, а из 3-го батальона был образован Кавказский линейный № 10-го (впоследствии Грузинский линейный № 14-го) батальон. Старшинство 40-го егерского полка сохранено не было.

## Кампании полка
Оба действующих батальона состояли в 24-й пехотной дивизии 6-го корпуса и в составе 1-й Западной армии приняли участие в отражении нашествия Наполеона в Россию; гренадерская рота 2-го батальона была отчислена во 2-ю сводно-гренадерскую дивизию 8-го корпуса 2-й Западной армии; запасной батальон находился в гарнизоне Бобруйска.
По изгнании французов полк был двинут на Кавказ, где с отличием участвовал в персидской и турецкой кампаниях 1826—1829 годов и неоднократно бывал в стычках с горцами.

## Знаки отличия полка
- «Гренадерский бой» (с 1871 года - Поход за военное отличие), пожалованный 1 января 1828 г. за подвиги в сражениях с персами между Ушаганом и Эчмиадзином; данное отличие было сохранено в 3-м батальоне Куринского полка, 3-м батальоне 163-го Ленкоранского полка и 4-м батальоне 154-го пехотного Дербентского полка.

## Шефы полка
- 09.11.1810 — 20.05.1811 — полковник Кошубович
- 30.05.1811 — 01.09.1814 — полковник (с 06.03.1814 генерал-майор) Сазонов, Фёдор Васильевич 2-й

## Командиры полка
- 19.10.1810 — 20.01.1811 — подполковник Богдановский, Андрей Васильевич
- 20.05.1811 — 16.07.1813 — подполковник (с 16.12.1812 полковник) Букинский, Павел Степанович 2-й
- 01.06.1815 — 17.06.1815 — полковник Бобоедов, (Никита Фёдорович?)
- 17.06.1815 — 30.08.1822 — полковник Чубаров, Павел 1-й
- 09.01.1823 — 09.08.1825 — подполковник (с 26.11.1823 полковник) Кашкаров 2-й
- 1825 — ? — полковник Пацовский, Андрей Григорьевич (есть данные что Пацовский командовал 44-м (бывшим 45-м) егерским полком)